# Hystrichodexia insolita
Hystrichodexia insolita är en tvåvingeart som först beskrevs av Walker 1853.  Hystrichodexia insolita ingår i släktet Hystrichodexia och familjen parasitflugor. Inga underarter finns listade i Catalogue of Life.